# Zuccalmaglios Renette
Zuccalmaglios Renette es una  variedad cultigen de manzano (Malus domestica).
Criado en 1878 en Grevenbroich, Alemania, por el obtentor Diedrich Uhlhorm junior. Las frutas tienen una pulpa fina, firme, bastante seca, de color blanco amarillento con un sabor dulce y subácido.

## Sinónimos
- "Reinette de Zuccalmaglio"
- "Reinette von Zuccalmaglio"
- "Reinette Zuccamaglio"
- "Renet Zuccalmaglio"
- "Renet Zukkalmaglio"
- "Von Zuccalmaglio's Reinette"
- "von Zuccalmaglio's Renette"
- "von Zuccalmaglios Reinette"
- "von Zuccalmaglios Renett"
- "Zuccalmaglio"
- "Zuccalmaglio Reinette"
- "Zuccalmagliova Reneta"
- "Zuccalmaglios Renett"
- "Zuccalmaglios Renette"
- "Zuccamaglios Reinette"
- "Zukalmagliova Reneta"[4]

## Historia
El ingeniero de Grevenbroich Diedrich Uhlhorn jun. (1843–1915), que no debe confundirse con su abuelo del mismo nombre, el inventor Diedrich Uhlhorn (1764–1837), cultivó la manzana en 1878 a partir de un intento de cruzar entre una 'Ananasrenette' y una manzana 'Purpurroter Agatapfel' y nombró a esta nueva variedad en honor de su suegro, el juez Vincent Jakob von Zuccalmaglio.
'Zuccalmaglios Renette' se cultiva en la National Fruit Collection con el número de accesión: 1949 - 0829 y Accession name: Von Zuccalmaglios Renette.

## Características
Los frutos del 'Zuccalmaglios Renette' son de pequeños a medianos, redondos a en forma de huevo, de 6 a 7 cm de tamaño. Forma cónica en el lado del cáliz, aplanado en el lado del tallo. Tallo leñoso, delgado y mayormente corto.
Epidermis de color amarillo verdoso, amarillo limón maduro, lavado amarillo-rojo en el lado soleado. La pulpa es de color blanco amarillento, jugosa, aromática con una armoniosa relación azúcar-ácido. El tiempo de cosecha es tardío, de finales de octubre a principios de noviembre, debido al largo periodo de madurez de noviembre a marzo, es una excelente manzana de invierno.

## Hábito del árbol
El crecimiento del árbol es débil, insensible a las plagas y enfermedades. Solo se pueden esperar cosechas satisfactorias en suelos buenos que estén bien provistos de agua y nutrientes.
El árbol también necesita cuidados regulares. Por su gran producción de frutos es conveniente el aclareo de los frutos cuando se están desarrollando. De lo contrario, los frutos permanecen demasiado pequeños. Recomendado para el huerto familiar, irrelevante en el cultivo comercial de frutas en la actualidad.